# Jean Marais
Jean Marais, all'anagrafe Jean-Alfred Villain-Marais (Cherbourg, 11 dicembre 1913 – Cannes, 8 novembre 1998), è stato un attore francese.
Icona della gioventù francese negli anni della seconda guerra mondiale, si affermò poi come eroe popolare dei film d'avventura in costume, per approdare negli anni '60 a pellicole d'azione e di spionaggio. Determinante nella carriera e nella vita fu l'incontro con Jean Cocteau, suo pigmalione e suo compagno.

## Biografia
Figlio del veterinario Alfred Marais, Jean aveva quattro anni quando il padre ritornò dal fronte della prima guerra mondiale. I genitori si separarono; Alfred Marais rimase a Cherbourg, mentre il piccolo Jean si trasferì con la madre e il fratello maggiore Henri nei pressi di Parigi. Il rapporto madre-figlio, complesso, appassionato e intenso anche a causa dell'assenza del padre, lo condizionò tutta la vita: da bambino iniziò a interpretare personaggi per divertimento, indossando abiti da lei dismessi e recuperati dalla soffitta di casa; andava spesso al cinema, guidato dalla madre.
Si innamorò dell'attrice americana Pearl White per le sue fantastiche cavalcate e le sue doti di stuntwoman, e decise di voler fare lo stesso lavoro. Più tardi dichiarò di essere rimasto deluso nell'apprendere che nelle scene più avventurose veniva sostituita da una controfigura. «Insomma», dichiarò, «tutta la mia carriera è iniziata dalla mia ammirazione per questa donna che non faceva quello che vedevamo sullo schermo».. Gli anni della scuola furono abbastanza turbolenti, tra un collegio e l'altro, fino alla decisione di interrompere gli studi a 16 anni.
Dopo un breve periodo in un laboratorio di apparecchi radio, cominciò a lavorare in uno studio fotografico con il compito di ritoccare le immagini. Henri Manuel, titolare dello studio, gli consigliò i primi libri da leggere e lo incoraggiò a fare un'audizione per una scuola d'arte drammatica a Montmartre. L'audizione andò male, tuttavia Marais comprese che il mestiere di attore era quello che desiderava intraprendere. Nel 1932, a diciannove anni, fu chiamato per il servizio di leva.

### Il sodalizio con Jean Cocteau
Partecipò come figurante ad alcuni film di Marcel L'Herbier senza pronunciare alcuna battuta (la sua voce, ancora acuta e immatura, era in stridente contrasto con il suo aspetto fisico imponente, per cui il regista non ritenne opportuno assegnargli dei ruoli "recitati") e compì il proprio apprendistato artistico sui palcoscenici francesi con piccoli ruoli. fino all'incontro, avvenuto nella primavera del 1937, con il poeta e commediografo Jean Cocteau, che divenne il suo pigmalione. Allievo di Raymond Rouleau, Marais si trovò tra i partecipanti alla realizzazione dell'opera Œdipe-Roi nel teatro allestito all'interno dell'Esposizione Internazionale. Cocteau, autore della pièce, si recò all'audizione e rimase affascinato dal giovane e ancora sconosciuto attore. Divenuto suo amante e suo mentore, si occupò della sua formazione letteraria e artistica senza mai prendersi gioco della sua mancanza di cultura. Da parte sua, Marais non smise mai di contrastare la dipendenza di Cocteau dall'oppio e rifiutò sempre di entrare nella spirale delle droghe, confermando la sua determinazione e la sua forza di carattere.
Nell'Œdipe-Roi gli fu assegnato un ruolo muto. Marais infatti non controllava ancora bene la sua voce e cercò deliberatamente di "migliorarla" con le sigarette, col rischio di nuocere alla sua salute. In scena vestiva un costume a strisce creato da Coco Chanel, amica di Cocteau. Sfoggiando la sua fisicità fece subito parlare di sé. Una sua fotografia, che lo ritraeva seminudo in questo abito di scena, fu pubblicata su numerosi giornali dell'epoca. Subito dopo Œdipe-Roi, il drammaturgo offrì al suo pupillo la prima parte importante della sua carriera, quella di Galaad (detto Biancarmatura), nella pièce Chevaliers de la table ronde. Ancora giovane e inesperto, Marais venne stroncato dalla critica, ma il suo bell'aspetto e il suo talento erano ormai entrati nell'immaginario mitico di Cocteau, consentendogli di aderire allo stile visionario del drammaturgo e ai disegni poetici da lui tessuti per le scene.
Nel 1938, Cocteau scrisse espressamente per lui I parenti terribili, che lo consacrò come attore dandogli i primi riconoscimenti professionali. Marais interpretava il ruolo di Michel, un giovane di ventidue anni che esibisce i suoi sentimenti estremi, ride, piange, urla, si rotola per terra. Lo spettacolo fu censurato per immoralità (accennava a un incesto tra madre e figlio), ma l'interpretazione "sopra le righe" di Marais fu un successo.
Nell'estate 1939 fu assegnato al 107º battaglione aereo ad Amiens, poi trasferito a Montdidier, nel nord della Francia. La sua missione era quella di osservare l'arrivo degli aerei tedeschi della Luftwaffe dall'alto del campanile della chiesa di Roye; la sua compagnia lo dimenticò lì fino all'arrivo dei tedeschi e all'armistizio. Tornato a casa nel settembre 1940, andò a vivere con Cocteau in un piccolo appartamento che affacciava sul Palais-Royal.
Nel 1941 destò grandi polemiche La macchina da scrivere, dramma scritto da Cocteau ispirato a un fatto di cronaca avvenuto nella provincia francese. Il ventottenne Marais vi interpretava il ruolo di due gemelli. La critica si divise nettamente in due e non mancarono le allusioni al legame omosessuale fra il drammaturgo e l'attore, tanto che quest'ultimo, incrociando in un ristorante uno dei suoi peggiori detrattori, lo aggredì fisicamente e l'episodio finì sulle pagine di tutti i giornali. Intanto, anche il cinema reclamava la presenza di Jean Marais sugli schermi e, a partire da quell'anno, il suo nome e la sua immagine cominciarono a fare la loro comparsa sui cartelloni delle grandi sale cinematografiche dei boulevards.
Durante l'occupazione nazista della Francia, Marais si mantenne neutrale e non prese posizione malgrado le sollecitazioni del suo collega Louis Jourdan. Quando però il suo amico Max Jacob venne arrestato dalla Gestapo e trasferito nel campo di Drancy dove morì qualche mese dopo, dovette fare i conti con l'orrore del regime nazista e, dopo la liberazione di Parigi alla quale prese parte, si arruolò nella seconda divisione corazzata del generale Leclerc e fu messo alla guida di un mezzo che forniva viveri ai soldati impegnati nei carri armati. Per essere stato l'unico a rimanere al volante sotto il bombardamento della cittadina di Marckolsheim in Alsazia, guadagnò la croce di guerra francese e continuò a servire la patria fino all'aprile 1945.
Dopo la guerra, Cocteau fece di Marais il protagonista delle trasposizioni cinematografiche di suoi già celebri lavori teatrali, di cui curò anche la regia, tra i quali La bella e la bestia (1946), L'aquila a due teste (1948), I parenti terribili (1948) e Orfeo (1950), fortunata fantasia sull'aldilà.
Nel 1948 Marais decise di andare ad abitare da solo in una casa galleggiante sulla Senna a Neuilly-sur-Seine. Con l'allontanamento da Cocteau, l'intenso legame affettivo si trasformò in una solida amicizia, alla quale l'attore restò fedele fino all'ultimo giorno della vita del poeta. L'intesa artistica tra Marais e Cocteau rimase salda negli anni e improntata alla comune passione per il teatro. Cocteau continuò a ritenere Marais il proprio miglior interprete e il suo doppio perfetto. Nel suo diario datato domenica 7 luglio 1957, Noël Coward descrisse una visita con Greta Garbo alla residenza di Cocteau a Villefranche-sur-Mer: "Dopo cena ci fu mostrata, privatamente, la piccola cappella che era stata appena disegnata da Jean Cocteau. È molto ben fatta, graziosamente decorata e dai colori tenui, ma non avevo assolutamente idea che tutti gli apostoli fossero così somiglianti a Jean Marais".

### Eroe dello schermo

Jean Marais nel film La voce del silenzio

Nel 1950 Marais conobbe il ballerino americano George Reich, insieme al quale rimase per nove anni. Negli anni cinquanta il suo aspetto seducente e il volto intenso dalla mascella squadrata dominavano il grande schermo. Già nel 1943 L'immortale leggenda lo aveva trasformato in un idolo delle platee; la coppia Jean Marais-Michèle Morgan ne L'amante di una notte (1950) venne definita "la coppia ideale del cinema francese" e una lunga serie di drammi e avventure di cappa e spada, come Il segreto di Mayerling (1949) di Jean Delannoy, Naso di cuoio (1951) e Il conte di Montecristo (1954), consacrò Jean Marais come protagonista di ruoli da eroe romantico.
La spada degli Orléans (1959) segnò per lui una nuova fase artistica: il suo nuovo registro, più familiare, gli permise di attirare un pubblico ancora più vasto. Come in altri film del genere, l'attore si arrampicava, scartava, galoppava, combatteva a fil di spada, il tutto con un minimo utilizzo di controfigure; tuttavia la sua trasformazione in un deforme conte di Lagardère sorprese il pubblico che gli tributò un altro grande successo, affiancato dall'attore Bourvil. Marais continuò a migliorare la propria tecnica di interprete e si cimentò anche in nuovi stili, lavorando sotto la direzione di autori come Jean Renoir in Eliana e gli uomini (1956) e Luchino Visconti in Le notti bianche (1957), tratto da Dostojevski.

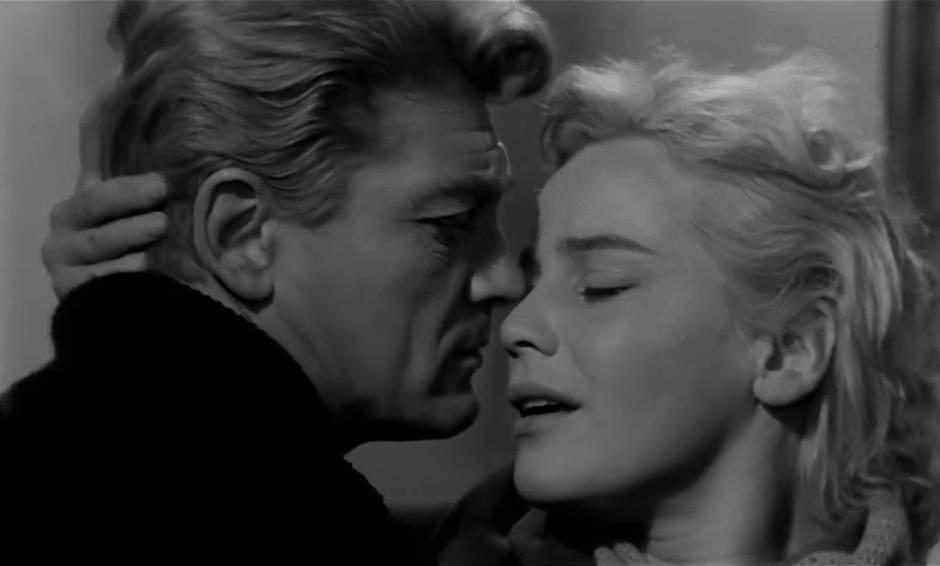
Jean Marais con Maria Schell in una scena del film Le notti bianche di Luchino Visconti (1957)

All'inizio degli anni sessanta Marais restò ancora legato al filone delle avventure in costume, interpretando fra gli altri i film Il capitano del re (1960), in cui compie una pericolosa arrampicata a cavallo sulle fortificazioni di un castello, Capitan Fracassa (1961) e L'uomo dalla maschera di ferro (1962), in cui a quasi cinquant'anni impersona il ruolo di d'Artagnan. Tramontato il genere cappa e spada, dopo la scomparsa nel 1963 del suo mentore Jean Cocteau, Marais tentò un cambio di registro interpretando film di spionaggio sull'onda del successo internazionale di James Bond, ma tornò al grande successo commerciale solo quando diede vita in modo scanzonato a uno degli eroi del feuilleton francese, Fantômas, nelle pellicole Fantomas 70 (1964), Fantomas minaccia il mondo (1965) e Fantomas contro Scotland Yard (1966), tutte e tre al fianco di Louis de Funès, per la regia di André Hunebelle.

### Il declino
Nel 1965, quando i consensi e i contratti cinematografici cominciarono a declinare, acquistò un terreno a Cabris nei pressi della Costa Azzurra, con l'intenzione di farsi costruire la sua residenza definitiva con piscina e con quello che divenne il suo hobby una volta abbandonato il cinema: un laboratorio di scultura completo di forno per la produzione di ceramiche. Ci fu un ritorno al teatro e, tra i progetti non andati a buon fine, due proposte di Luchino Visconti: una per Morte a Venezia per il ruolo di protagonista poi assegnato a Dirk Bogarde, la seconda per una trasposizione cinematografica della Recherche di Proust, che non fu mai realizzata.
Nel 1970 Jacques Demy lo chiamò per La favolosa storia di Pelle d'Asino nel suo ultimo ruolo da protagonista al fianco di Catherine Deneuve. L'opera fu profondamente influenzata da La bella e la bestia, realizzata proprio da Jean Cocteau venticinque anni prima. Questo tuttavia non servì a risollevarlo dalle difficoltà economiche, determinate dal suo tenore di vita, dalla sua prodigalità e dalla proprietà di due ville, una a Marnes-la-Coquette nei pressi di Parigi, la seconda ormai ultimata in Costa Azzurra. Con la vendita della prima delle due, Marais saldò il suo cospicuo debito con il fisco francese, ritirandosi a vivere nella seconda. Nella vicina Vallauris, località resa celebre da Pablo Picasso, grazie a una coppia di amici che gli rimasero affezionati fino alla sua morte e che egli nominò unici eredi nel suo testamento, l'attore imparò a modellare e a scolpire in maniera professionale, anche se ebbe più volte modo di precisare di avere solo velleità di artigiano e non di artista.
Di questo "artigianato" tuttavia, a Parigi rimane una traccia molto importante: a Montmartre, nella piazza dedicata allo scrittore Marcel Aymé, campeggia su un muro di cinta una scultura che Marais, suo amico, gli dedicò nel 1989. La scultura, che rappresenta un uomo (con le sembianze di Aymé) nell'atto di attraversare una parete, è ispirata a Dutilleul, protagonista del racconto L'attraversamuri (Le passe-muraille) che, nel film che ne fu tratto nel 1950, fu interpretato da Bourvil, anche lui grande amico di Marais.
Pur non essendo detentore dei diritti legali, per tenere viva la memoria del suo mentore e compagno di vita Jean Cocteau, nel 1983 allestì in teatro lo spettacolo Cocteau-Marais, un testo in cui recitava da solo, e nel 1989 mise in scena La macchina infernale, con testo sempre di Cocteau. Altri progetti cinematografici non trovarono uno sbocco negli anni ottanta: un folle Giulio Cesare in Due ore meno un quarto avanti Cristo (1982), ruolo poi affidato a Michel Serrault; Giuseppe in Je vous salue, Marie (1985); l'assassino ne Il nome della rosa (1986); Auguste Rodin in Camille Claudel (1988).
Dopo un lungo periodo di allontanamento dalle scene, Marais si riaffacciò al cinema, invecchiato ma sempre incisivo, con il ruolo di Monsignor Myriel, il vescovo che fa ritrovare la coscienza a Jean Valjean (Jean-Paul Belmondo) ne I miserabili (1995) di Claude Lelouch, e con un'ultima significativa apparizione in Io ballo da sola (1995) di Bernardo Bertolucci.

### Gli ultimi anni
Nel 1983 Jean-Claude Brialy organizzò al Théâtre des Bouffes-Parisiens una festa a sorpresa per i 70 anni di Marais, in presenza della celebre partner Michèle Morgan e con la partecipazione di tutto il mondo artistico parigino. Poco tempo dopo cominciò a manifestarsi una sciatalgia ribelle alle cure: era il primo sintomo di un mieloma, malattia che aveva già colpito inesorabilmente il suo amico Bourvil nel 1970. Il suo medico, consapevole del suo carattere determinato, temendo che potesse anticipare deliberatamente la sua fine, non volle rivelargli la verità e attribuì i dolori alle numerose cadute da cavallo che lo avevano reso celebre nei suoi film.
Nel 1997 il suo nome era ancora sui cartelloni: avrebbe dovuto interpretare il vecchio Prospero in una versione teatrale de La tempesta di Shakespeare, ma durante una delle ultime prove crollò a terra e venne immediatamente trasportato in ospedale percorrendo in ambulanza le strade di Parigi già ormai tappezzate dai suoi manifesti. Stabilizzato e rinviato a Vallauris con un corsetto ortopedico, dovette seguire una chemioterapia. Morì all'Hôpital des Broussailles di Cannes un mese prima di festeggiare il suo ottantacinquesimo compleanno. Ai suoi funerali parteciparono numerose personalità del mondo del cinema e della cultura. Il sindaco di Vallauris, dove fu sepolto, disse: «Jean Marais non è morto, è passato nel paese che ha popolato di stelle: l'altro lato dello specchio».

## Filmografia
- L'Épervier, regia di Marcel L'Herbier (1933)
- Étienne, regia di Jean Tarride (1933)
- Dans les rues, regia di Victor Trivas (1933)
- Le Scandale, regia di Marcel L'Herbier (1934)
- L'aventurier, regia di Marcel L'Herbier (1934)
- Il più bel sogno (Le Bonheur), regia di Marcel L'Herbier (1935)
- Les hommes nouveaux, regia di Marcel L'Herbier (1936)
- Nuits de feu, regia di Marcel L'Herbier (1936)
- L'intrusa (Abuso di fiducia) (Abus de confiance), regia di Henri Decoin (1937)
- Lo strano dramma del dottor Molyneux (Drôle de drame), regia di Marcel Carné (1937)
- Le pavillon brûle, regia di Jacques de Baroncelli (1941)
- Le lit à colonnes, regia di Roland Tual (1942)
- L'immortale leggenda (L'Éternel retour), regia di Jean Cocteau e Jean Delannoy (1943)
- L'evaso di Marsiglia (Voyage sans espoir), regia di Christian-Jaque (1943)
- Carmen, regia di Christian-Jaque (1945)
- La bella e la bestia (La Belle et la Bête), regia di Jean Cocteau e Jean Delannoy (1946)
- I ribelli della Vandea (Les Chouans), regia di Henri Calef (1946)
- L'aquila a due teste (L'Aigle à deux têtes), regia di Jean Cocteau (1948)
- Ruy Blas, regia di Pierre Billon (1948)
- Con gli occhi del ricordo (Aux yeux du souvenir), regia di Jean Delannoy (1948)
- Il segreto di Mayerling (Le Secret de Mayerling), regia di Jean Delannoy (1948)
- I parenti terribili (Les Parents terribles), regia di Jean Cocteau (1948)
- Orfeo (Orphée), regia di Jean Cocteau (1950)
- Coriolan, regia di Jean Cocteau (1950)
- L'amante di una notte (Le Château de verre), regia di René Clément (1950)
- I miracoli non si ripetono (Les Miracles n'ont lieu qu'une fois), regia di Yves Allégret (1951)
- Naso di cuoio (Nez de cuir), regia di Yves Allégret (1951)
- L'Appel du destin, regia di Georges Lacombe (1952)
- Gli amanti di mezzanotte (Les Amants de minuit), regia di Roger Richebé (1953)
- Il dormitorio delle adolescenti (Dortoir des grandes), regia di Henri Decoin (1953)
- Il peccato di Giulietta (Julietta), regia di Marc Allégret (1953)
- La voce del silenzio, regia di Georg Wilhelm Pabst (1953)
- Il conte di Montecristo (Le Comte de Monte-Cristo), regia di Robert Vernay (1954)
- Le Guérisseur, regia di Yves Ciampi (1954)
- Versailles (Si Versailles m'était conté), regia di Sacha Guitry (1954)
- Ragazze folli (Futures vedettes), regia di Marc Allégret (1955)
- L'Amour sous l'électrode, regia di Jean Cocteau (1955)
- Napoleone Bonaparte (Napoléon), regia di Sacha Guitry (1955)
- Fuga nel sole (Goubbiath, mon amour), regia di Robert Darène (1955)
- Toute la ville accuse, regia di Claude Boissol (1955)
- Eliana e gli uomini (Elena et les hommes), regia di Jean Renoir (1956)
- Si Paris nous était conté, regia di Sacha Guitry (1956)
- Tifone su Nagasaki (Typhon sur Nagasaki), regia di Yves Ciampi (1957)
- SOS Noronha, regia di Georges Rouquier (1957)
- Amour de poche, regia di Pierre Kast (1957)
- La vita a due (La Vie à deux), regia di Clément Duhour (1957)
- Le notti bianche, regia di Luchino Visconti (1957)
- Agli ordini del re (La Tour, prends garde!), regia di Georges Lampin (1957)
- Chaque jour a son secret, regia di Claude Boissol (1958)
- La spada degli Orléans (Le Bossu), regia di André Hunebelle (1959)
- Il testamento di Orfeo (Le testament d'Orphée), regia di Jean Cocteau (1959)
- La battaglia di Austerlitz (Austerlitz), regia di Abel Gance (1960)
- Il capitano del re (Le Capitan), regia di André Hunebelle (1960)
- La principessa di Clèves (La Princesse de Clèves), regia di Jean Delannoy (1961)
- Capitan Fracassa (Capitaine Fracasse), regia di Pierre Gaspard-Huit (1961)
- Ponzio Pilato, regia di Gian Paolo Callegari (1961)
- La congiura dei potenti (Le Miracle des loups), regia di André Hunebelle (1961)
- Il re di Roma - Aquila imperiale (Napoléon II l'Aiglon), regia di Claude Boissol (1961)
- Il ratto delle Sabine, regia di Richard Pottier (1961)
- L'uomo dalla maschera di ferro (Le Masque de fer), regia di Henri Decoin (1962)
- I misteri di Parigi (Les Mystères de Paris), regia di André Hunebelle (1962)
- Spionaggio senza frontiere (L'honorable Stanislas, agent secret), regia di Jean-Charles Dudrumet (1963)
- L'amico di famiglia (Patate), regia di Robert Thomas (1964)
- Fantomas 70 (Fantomas), regia di André Hunebelle (1964)
- Thomas l'imposteur, regia di Georges Franju - voce narrante (1964)
- Donne, mitra e diamanti (Le gentleman de Cocody), regia di Christian-Jaque (1965)
- Sparate su Stanislao (Pleins feux sur Stanislas), regia di Jean-Charles Dudrumet (1965)
- Danger - Dimensione morte (Train d'enfer), regia di Gilles Grangier (1965)
- Fantomas minaccia il mondo (Fantomas se déchaîne), regia di André Hunebelle (1965)
- Il Santo prende la mira (Le Saint prend l'affût), regia di Christian-Jaque (1965)
- La primula rossa (7 hommes et une garce), regia di Bernard Borderie (1966)
- Fantomas contro Scotland Yard (Fantomas contre Scotland Yard), regia di André Hunebelle (1967)
- L'ultimo colpo (Le Paria), regia di Claude Carliez (1968)
- La Provocation, regia di André Charpak (1969)
- Le Jouet criminel, regia di Adolfo Arrieta (1969)
- La favolosa storia di Pelle d'Asino (Peau d'âne), regia di Jacques Demy (1970)
- Parking, regia di Jacques Demy (1985)
- Les Enfants du naufrageur, regia di Jérôme Foulon (1991)
- I miserabili (Les Misérables du XXe siècle), regia di Claude Lelouch (1995)
- Io ballo da sola, regia di Bernardo Bertolucci (1995)

## Doppiatori italiani
- Giulio Panicali in L'immortale leggenda, Carmen, La bella e la bestia, L'aquila a due teste, L'amante di una notte, I miracoli non si ripetono, Eliana e gli uomini
- Giuseppe Rinaldi in I parenti terribili, Agli ordini del re, Ponzio Pilato, La congiura dei potenti, Fantomas minaccia il mondo (come Fandor), Il Santo prende la mira,  Fantomas contro Scotland Yard (come Fandor)
- Emilio Cigoli in La spada degli Orléans, L'uomo dalla maschera di ferro, Fantomas 70 (come Fantomas), Fantomas minaccia il mondo (come Fantomas)
- Sergio Graziani in Fantomas 70 (come Fandor), La favolosa storia di Pelle d'Asino
- Giorgio Albertazzi in Le notti bianche
- Nando Gazzolo in La battaglia di Austerlitz
- Silvano Tranquilli in Capitan Fracassa
- Pino Locchi in Il ratto delle Sabine
- Aldo Giuffré in Fantomas contro Scotland Yard (come Fantomas)
- Michele Kalamera in La bella e la bestia (ridoppiaggio)